# Karl Theodor Albert Liebner

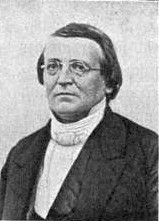
Karl Theodor Albert Liebner

Karl Theodor Albert Liebner (* 3. März 1806 in Schkölen; † 24. Juni 1871 in Meran) war ein deutscher lutherischer Theologe, Philologe und Historiker.

## Leben
Karl Theodor Albert Liebner wurde 1806 als Sohn des Schkölener Diakons Christian Thomas Liebner und seiner Mutter Sophie Amalie (geb. Härtel 1784–1811) geboren. Er erhielt zunächst in seinem Elternhause eine gediegene Bildung und besuchte ab 1819 die Thomasschule zu Leipzig. 1823 immatrikulierte er sich an der Universität Leipzig, wo er Philologie und Theologie studierte. Nachdem er 1827 zum Doktor der Philosophie promoviert wurde, in Magdeburg sein 1. theologisches Examen bestanden hatte, ging er an die Universität Berlin, wo er unter anderem bei Friedrich Schleiermacher, Georg Wilhelm Friedrich Hegel, August Neander und Philipp Konrad Marheineke Vorlesungen besuchte.
1828 ging er an das Predigerseminar in Wittenberg, wo er unter anderem von Heinrich Leonhard Heubner auf sein Predigeramt in Kreisfeld intensiv vorbereitet wurde und dieses 1832 nach seiner Heirat mit Julie, der Tochter des Wittenberger Bürgermeisters Karl Gottfried Giese, antrat. 1835 ging er als außerordentlicher Professor an die Universität Göttingen und wirkte dort als Universitätsprediger. Es folgten weitere Berufungen 1844 als Ordinarius nach Kiel und 1851 nach Leipzig, wo er unter anderem die „Jahrbücher für deutsche Theologie“ mitbegründet hatte. Im August 1855 trat er in Dresden die Stelle des Oberhofpredigers  und Vizepräsidenten des Landeskonsortiums als Nachfolger von  Adolf Harless an.
In dieser Funktion prägte er die sächsische Landeskirche durch den Abbau der innerkirchlichen Spannungen, die die Lutherische Orthodoxie in der Landeskirche hervorgerufen hatte. Dabei war er darum bemüht, Gegensätze auszugleichen und den Prozess christlicher Erkenntnis zu fördern. Dieses Wirken brachten tiefgreifende organisatorische Veränderungen im kirchlichen Leben Sachsens mit sich. So geht auf Liebner der Beginn der 1856 durchgeführten allgemeinen Kirchenvisitation zurück, die Gründung des Predigerkollegs St. Pauli in Leipzig 1862, die 1862 erschienene Superintendenteninstruktion, die 1868 erschienene Kirchenvorstands- und Synodalordnung und die 1871 durchgeführte erste ordentliche Synode des Königreichs Sachsen.
Auf wissenschaftlichem Gebiet arbeitete er an der Geschichte der mittelalterlichen Mystik und beschäftigte sich mit der systematischen praktischen Theologie. Dazu erschienen bereits in Wittenberg 1832 das Werk Hugo von St. Victor und die theologischen Richtungen seiner Zeit. Es reflektiert seinen theologischen Kontext, aus dem er spekulativ, historisch und denkend die christliche Religion zu erforschen suchte und dabei mit wissenschaftlichen Methoden die Art und Weise kirchlicher Arbeit darstellte. Auf den Fundamenten Schleiermachers aufbauend, sah Liebner in der Theologie das tragende Prinzip eines Systems der christlichen Lehre, dessen Ausgangspunkt aus der wissenschaftlichen und spekulativen Denkarbeit resultierte und so eine Verbindung aus dem traditionellen Denken und dem zeitgemäßen Neuen seiner Zeit herbeiführte.

## Schriften
- Über Gersons mystische Theologie, 1835
- Die praktische Theologie, 1843
- Richardi a. S. Victore de contemplatione doctrine, 1837
- Das Wesen der Kirchenvisitation 1857
- Der Stand der christlichen Erkenntnis in der deutschen evangelischen Kirche und den Aufgaben des Kircheregiments in Beziehung auf derselben 1860
- Bibliographie der sächsischen Geschichte